# GG Bond Movie: Ultimate Battle
GG Bond Movie: Ultimate Battle (Mardarim: 猪猪侠之终极决战 ), é um filme chinês de  2015, dos gênero animação, comédia e drama, dirigido por Jinming Lu e Jinhui Lu. Foi lançado na China em 10 de julho de 2015. A comédia é parte da série GG Bond 2 (2014), a sequência de GG Bond: Guarding (2017).

## Vozes
- Shuang Lu[2]
- Zhirong Chen[2]
- Qing Zu[2]
- Jingwei Xu[2]
- Yi Chen[2]
- Ping Wang[2]
- Bo Sun[2]

## Personagens principais
- GG Bond, porco de roupa vermelho, com ícones de cor amarelo no meio.

- Super G, porco musculoso de terno azul e amarelo.

- Phoebe,  a porquinha, vestido de cor-de-rosa e amarelo.

- SDaddy, porco vestido de verde e branco.

- Bobby, porco de óculos de sol brilhante, vestido de azul e violeta.

## Receita
O filme teve um total de CN¥ 45 425 milhões de bilheteria.